# Lingayenbukten
Lingayenbukten är en bukt på ön Luzon i nordvästra Filippinerna. Den är belägen mellan provinserna Pangasinan och La Union och mellan Zambalesbergen och Cordillera Central. Agnofloden mynnar i Lingayenbukten.